# ارتوپدی
ارتوپدی (به انگلیسی: Orthopaedics) رشته‌ای از علم پزشکی است که به مطالعه و درمان بیماری‌های اندام‌های حرکتی و ستون فقرات ازطریق روش‌های جراحی یا توان‌بخشی می‌پردازد. ارتوپدی با مشکلات دستگاه ماهیچه‌ای-اسکلتی سروکار دارد. جراحان ارتوپدی از روش‌های جراحی و غیر-جراحی، برای درمان این موارد استفاده می‌کنند: ترومای عضلانی-اسکلتی، بیماری‌های نخاعی، آسیب‌های ورزشی، بیماری‌های زوال، عفونت‌ها، تومورها و اختلالات مادرزادی.

## واژه‌شناسی
واژه «ارتوپدی» از دو واژه یونانی orthos به معنای راست و paidíon به معنای کودک تشکیل شده‌است. اصطلاح ارتوپدی در سال ۱۷۴۱ توسط نیکولا آندری   و به معنای هنر اصلاح و پیشگیری از ناهنجاری ها در کودکان به کار رفت.

## تاریخچه

### ارتوپدی اولیه
بسیاری از پیشرفت‌ها در جراحی ارتوپدی، ناشی از تجربیات دوران جنگ است. در میدان‌های نبرد قرون وسطی، آسیب‌دیدگان با نوار زخم‌های آغشته به خون اسبان درمان می‌شدند، این نوارها خشک می‌شدند، گرچه هنوز غیربهداشتی بوده، برای شکسته بند مورد استفاده قرار می‌گرفتند.
در اصل، اصطلاح ارتوپدی به معنای تصحیح بدشکلی‌های عضلانی-اسکلتی در کودکان بوده‌است. نیکولاس آندری، استاد پزشکی در دانشگاه پاریس، این اصطلاح را اولین بار در کتابش با همین موضوع در سال ۱۷۴۱ معرفی کرد. او از تمرینات بدنی، مهارت دستی، و شکسته‌بندی در درمان بدشکلی‌های کودکان دفاع می‌کرد. کتابش بیماران را مستقیماً خطاب قرار می‌داد، در حالی که برخی از موضوعات آن برای اَرتاپزشکان امروزی آشناست، همچنین کتاب او «عرق زیاد کف دستان» و لکه‌های صورت را نیز شامل می‌شد.
جین-آندری ونال، اولین مؤسسه ارتاپزشکی را در ۱۷۸۰ تأسیس نمود، که اولین بیمارستان مختص درمان بدشکلی‌های اسکلتی کودکان به‌شمار می‌آید. او کفش پا-کج را برای کودکانی با بدشکلی‌های کف پا ساخت و روش‌های متعددی برای درمان انحنای نخاع ابداع نمود.

### ارتوپدی مدرن

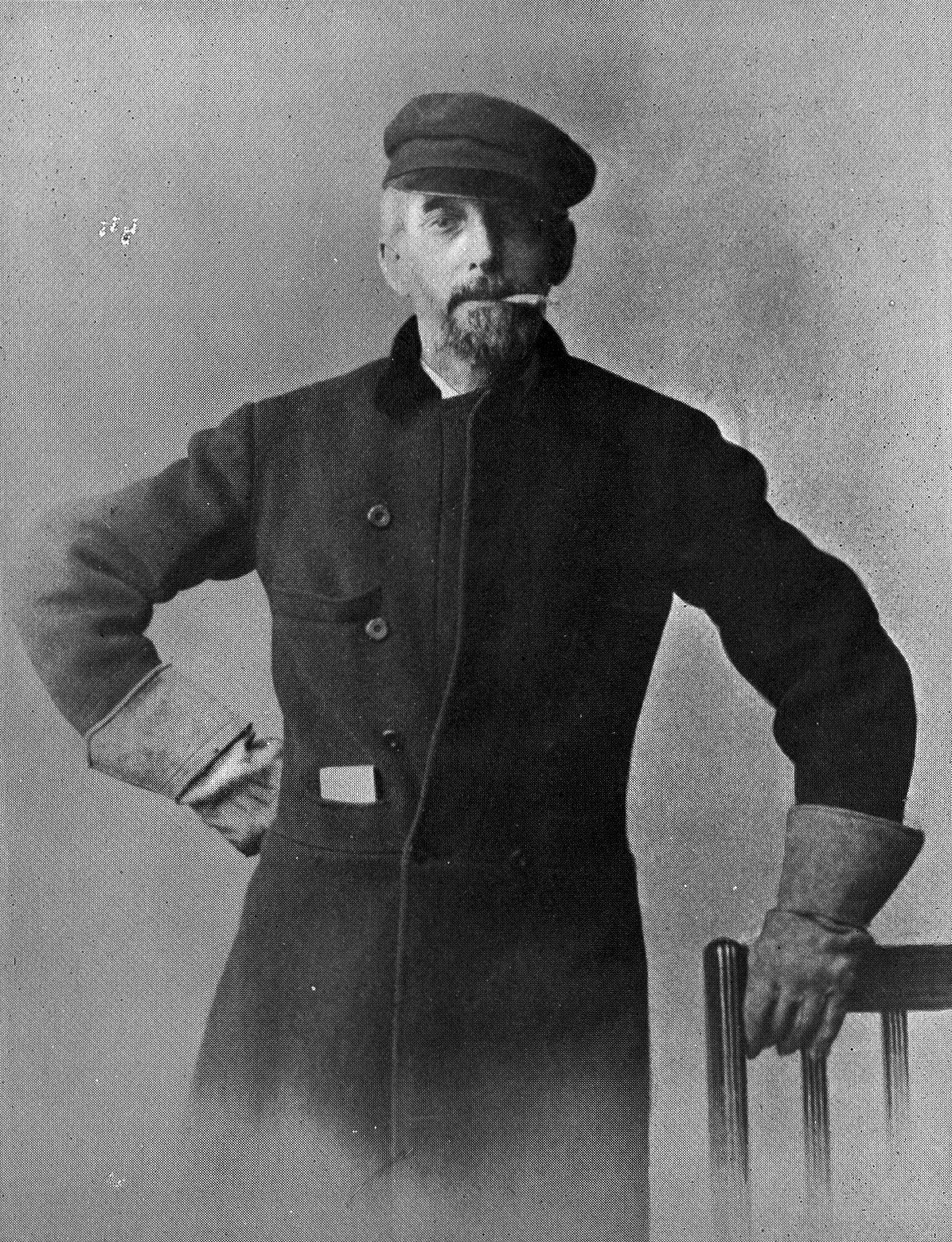
Hugh Owen Thomas از بنیانگذاران و پیشگامان حوزه ارتوپدی بوده.

نمونه افرادی که به رشد ارتوپدی مدرن کمک کرده‌اند می‌توان به Hugh Owen Thomas جراح ولزی و رابرت جونز برادر یا خواهر زاده او اشاره نمود.

## انواع جراحی ارتوپدی
ارتوپدی به شاخه‌های متعددی تقسیم می‌گردد:
- جراحی ستون فقرات
- جراحی شانه و دست
- جراحی تعویض مفاصل زانو و لگن
- ارتوپدی اطفال
- پزشکی ورزشی
- جراحی پا و مچ پا
- جراحی تومورهای استخوانی و نسج نرم

## نگارخانه

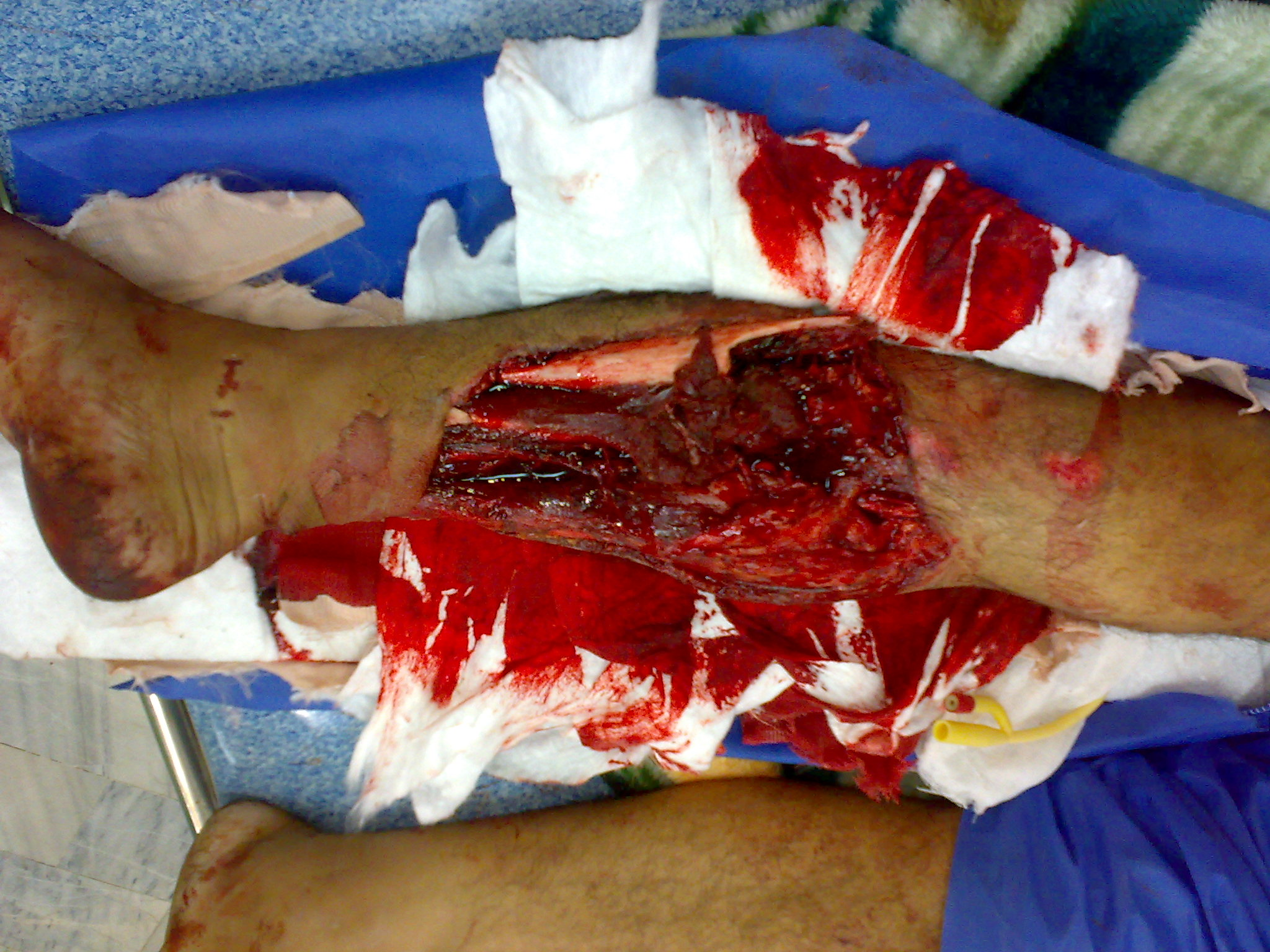
شکستگی باز
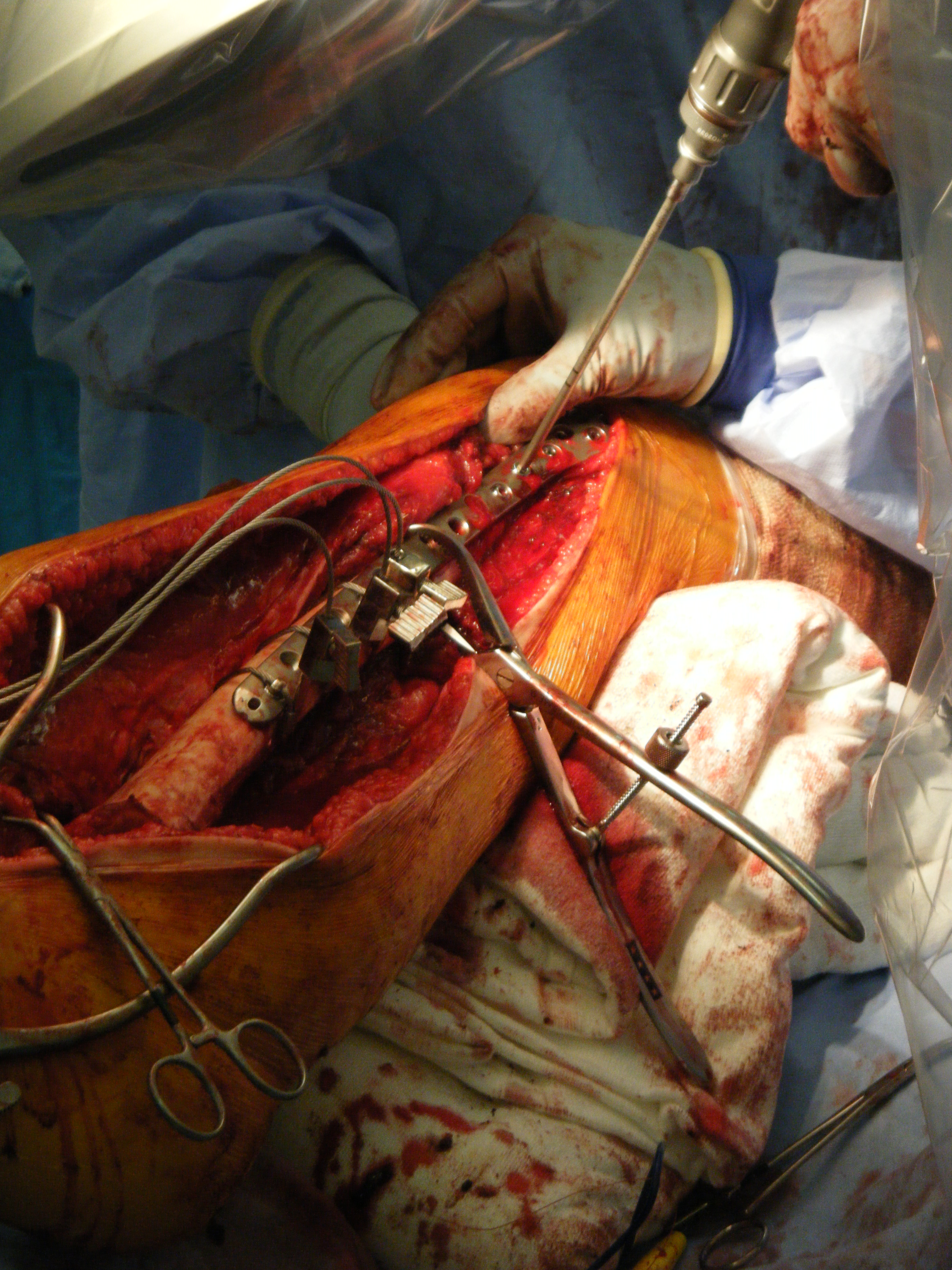
فیکس کردن به وسیله پیچ و پلاک
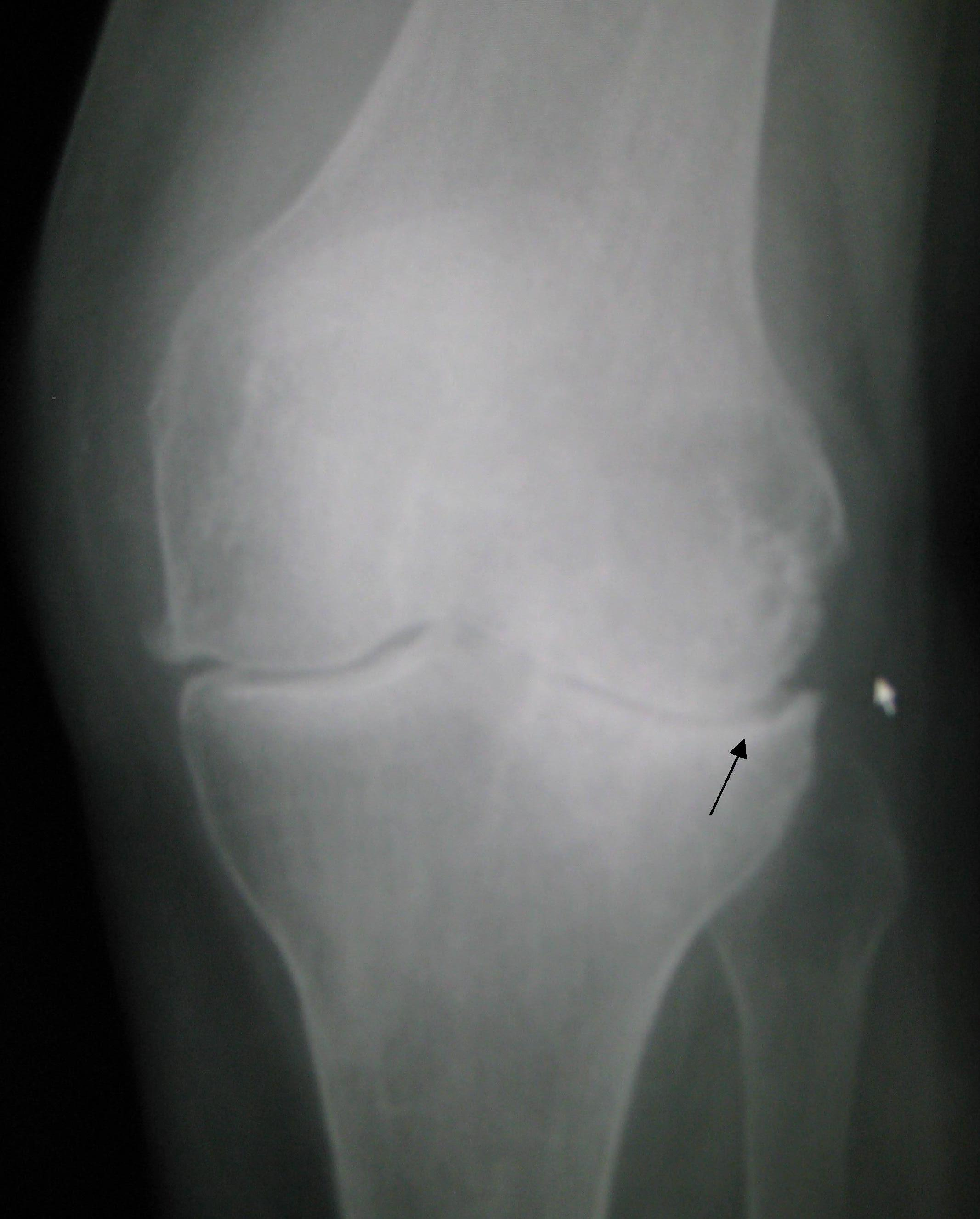
آرتروز زانو